# Світовий показник тероризму
Світовий показник тероризму або Глобальний індекс тероризму (англ. The Global Terrorism Index, GTI) і супроводжуючий його рейтинг країн світу за рівнем тероризму — це комплексне дослідження, яке вимірює рівень терористичної активності в країнах світу і показує, які з держав і в яких масштабах стикаються з терористичною загрозою.

## Виконавці
Індекс розроблений міжнародною групою експертів під егідою Інституту економіки і миру (англ. The Institute for Economics and Peace) Сіднейського університету, Австралія.
Розрахунки виконуються на основі інформації з Глобальної бази даних тероризму (англ. Global Terrorism Database, GTD) Національного консорціуму з вивчення тероризму при Університеті штату Меріленд (англ. National Consortium for the Study of Terrorism and Responses to Terrorism — START Center at the University of Maryland) – найбільшої в світі статистичної бази про терористичну діяльність, що містить інформацію про більш ніж 150 тисячах випадків терористичних актів за останні роки.
Тероризм визначається авторами дослідження як «загроза або реальне застосування сили незаконними організаціями, які домагаються своїх політичних, соціальних і релігійних цілей шляхом насильства і залякування».

## Вимірювання Глобального індексу тероризму
Глобальний індекс тероризму GTI вимірює рівень терористичної активності в країні за чотирма основними показниками:
- Загальна кількість терористичних інцидентів в даному році (вага = 1);
- Загальна кількість жертв тероризму – загиблих в даному році (вага = 3);
- Загальна кількість постраждалих (травмованих), від тероризму в даному році (вага = 0,5);
- Рівень загального матеріального збитку від терористичних актів в даному році (вага = 2).

Крім того, при складанні Індексу аналізується ряд інших факторів, які можуть бути побічно пов'язані з терористичною активністю.
Побудова рейтингу здійснюється на основі оцінок за 10-ти бальною шкалою: від 0 (нульове значення) до 10 (максимальний рівень тероризму).

## Структура доповіді
Щорічні доповіді побудовано за майже однаковою структурою. В її складі: 
- Висновки та загальні відомості про Глобальний Індекс тероризму;
- Результати дослідження: Мапа Глобального індексу тероризму; Терористичні інциденти на мапі; Характеристики тероризм в році аналізу; Десять країн, які найбільш потерпають від тероризму;
- Тенденції: Тенденції тероризму 2000-2015; Тенденції в країнах ОЕСР; Терористичні групи; Тероризм і тривалі конфлікти; Найбільш небезпечні терористичні групи; Зв'язки між групами;
- Економічні наслідки тероризму: Економічні наслідки тероризму в році аналізу; Мир, тероризм і збройні конфлікти;
- Кореляції & драйвери тероризму: Зв'язок між політичним терором, правами людини і тероризмом; Статистка терористичних організацій;
- Додатки: річний рейтинг GTI; 50 найбільших терористичних актів, що відбулися у році аналізу;  Методологія Глобального індексу тероризму

## Публікації Глобального індексу тероризму за роками
Інститут економіки і миру з 2012 року щорічно публікує Global Terrorism Index.

### 2012
Перше дослідження Global Terrorism Index було оприлюднене в 2012 році. В дослідженні проаналізований стан у 158 країнах. Перші десять місць у Global Terrorism Index 2012 займали Ірак, Пакистан, Афганістан, Індія, Ємен, Сомалі, Нігерія, Таїланд, Росія та Філіппіни. Україна займала 56-е місце.

### 2014
Друге дослідження Global Terrorism Index було оприлюднене в листопаді 2014 року. В дослідженні проаналізований стан у 162 країнах. Перші десять місць у Global Terrorism Index 2014 займали Ірак, Афганістан, Пакистан, Нігерія, Сирія, Індія, Сомалі, Ємен, Філіппіни  і Таїланд. Україна займала 51-е місце.

### 2015
Трете дослідження Global Terrorism Index було оприлюднене в листопаді 2015 року. В дослідженні проаналізований стан у 162 країнах. Перші десять місць у Global Terrorism Index 2015 займали Ірак, Афганістан, Нігерія, Пакистан, Сирія, Індія, Ємен, Сомалі, Лівія і Таїланд. Україна займала 12-е місце.

### 2016

A world map indicating the GTI by country (2016)

Четверте дослідження Global Terrorism Index було оприлюднене в листопаді 2016 року. В дослідженні проаналізований стан у 163 країнах, в яких проживають  99,7 % населення світу. Перші десять місць у Global Terrorism Index 2016 займали Ірак, Афганістан, Нігерія, Пакистан, Сирія, Єомен, Сомалі, Індія, Єгипет і Лівія. Україна займала 11-е місце. ¾ жертв тероризму спричинили дії 4 терористичних груп: ISIL, Boko Haram, Taliban та al-Qa’ida. Економічні втрати країн світу від тероризму досягли $ 89,6 млрд у 2015 році, знизившись на 15% у порівнянні з рівнем 2014 року, збільшившись приблизно в одинадцять разів за останні 15 років.
2017
П'яте дослідження Global Terrorism Index було оприлюднене в листопаді 2017 року. В дослідженні проаналізований
стан у 163 країнах. Перші п'ять місць Global Terrorism Index займали Іран, Афганістан, Нігерія, Сирія, Пакистан, а також Ємен. Україна зайняла 17 місце.
| Місце в рейтингу | Країна                           | Індекс | Зміна Індексу (2015 до 2016) |
| ---------------- | -------------------------------- | ------ | ---------------------------- |
| 1                | Ірак                             | 9.96   | ▼ −0.04                      |
| 2                | Афганістан                       | 9.444  | ▲ 0.229                      |
| 3                | Нігерія                          | 9.314  | ▲ 0.075                      |
| 4                | Пакистан                         | 8.613  | ▼ −0.027                     |
| 5                | Сирія                            | 8.587  | ▲ 0.458                      |
| 6                | Ємен                             | 8.076  | ▲ 0.607                      |
| 7                | Сомалі                           | 7.548  | ▲ 0.012                      |
| 8                | Індія                            | 7.484  | ▼ −0.059                     |
| 9                | Єгипет                           | 7.328  | ▲ 0.751                      |
| 10               | Лівія                            | 7.283  | ▲ 0.228                      |
| 11               | Україна                          | 7.132  | ▲ 0.094                      |
| 12               | Філіппіни                        | 7.098  | ▲ 0.071                      |
| 13               | Камерун                          | 7.002  | ▲ 0.504                      |
| 14               | Туреччина                        | 6.738  | ▲ 1.272                      |
| 15               | Таїланд                          | 6.706  | ▼ −0.249                     |
| 16               | Нігер                            | 6.682  | ▲ 3.474                      |
| 17               | ДР Конго                         | 6.633  | ▲ 0.209                      |
| 18               | Судан                            | 6.66   | ▬ 0                          |
| 19               | Кенія                            | 6.578  | ▼ −0.04                      |
| 20               | Центральноафриканська Республіка | 6.518  | ▼ −0.229                     |
| 21               | Південний Судан                  | 6.497  | ▼ −0.273                     |
| 22               | Бангладеш                        | 6.479  | ▲ 0.959                      |
| 23               | КНР                              | 6.108  | ▼ −0.206                     |
| 24               | Ліван                            | 6.068  | ▼ −0.122                     |
| 25               | Малі                             | 6.03   | ▲ 0.347                      |
| 26               | Колумбія                         | 5.954  | ▼ −0.197                     |
| 27               | Чад                              | 5.83   | ▲ 3.663                      |
| 28               | Палестина                        | 5.659  | ▲ 0.658                      |
| 29               | Франція                          | 5.603  | ▲ 2.02                       |
| 30               | Росія                            | 5.43   | ▼ −0.623                     |
| 31               | Бурунді                          | 5.417  | ▲ 2.156                      |
| 32               | Саудівська Аравія                | 5.404  | ▲ 1.678                      |
| 33               | Ізраїль                          | 5.248  | ▼ −0.302                     |
| 34               | Велика Британія                  | 5.08   | ▲ 0.012                      |
| 35               | Туніс                            | 4.963  | ▲ 1.452                      |
| 36               | США                              | 4.877  | ▲ 0.358                      |
| 37               | Кувейт                           | 4.449  | ▲ 4.43                       |
| 38               | Індонезія                        | 4.429  | ▼ −0.027                     |
| 39               | Непал                            | 4.415  | ▲ 0.063                      |
| 40               | Уганда                           | 4.327  | ▼ −0.615                     |
| 41               | Німеччина                        | 4.308  | ▲ 1.582                      |
| 42               | Алжир                            | 4.282  | ▼ −0.377                     |
| 43               | Греція                           | 4.218  | ▼ −0.011                     |
| 44               | Бахрейн                          | 4.206  | ▼ −0.299                     |
| 45               | М'янма                           | 4.167  | ▲ 0.364                      |
| 46               | Швеція                           | 3.984  | ▲ 1.858                      |
| 47               | Іран                             | 3.949  | ▼ −0.226                     |
| 48               | Парагвай                         | 3.84   | ▲ 0.286                      |
| 49               | Танзанія                         | 3.832  | ▼ −0.125                     |
| 50               | Мексика                          | 3.723  | ▼ −0.129                     |
| 51               | Мозамбік                         | 3.536  | ▼ −0.551                     |
| 52               | ПАР                              | 3.531  | ▲ 1.676                      |
| 53               | Шрі-Ланка                        | 3.486  | ▼ −0.194                     |
| 54               | Ефіопія                          | 3.454  | ▼ −0.007                     |
| 55               | Ірландія                         | 3.429  | ▲ 0.1                        |
| 56               | Таджикистан                      | 3.086  | ▲ 1.368                      |
| 57               | Перу                             | 2.984  | ▼ −0.046                     |
| 58               | Йорданія                         | 2.858  | ▲ 1.363                      |
| 59               | Австралія                        | 2.742  | ▼ −0.026                     |
| 60               | Чилі                             | 2.699  | ▼ −0.659                     |
| 61               | Малайзія                         | 2.691  | ▼ −0.341                     |
| 62               | Боснія і Герцеговина             | 2.675  | ▲ 1.455                      |
| 63               | Буркіна-Фасо                     | 2.623  | ▲ 2.316                      |
| 64               | Сенегал                          | 2.598  | ▼ −0.638                     |
| 65               | Руанда                           | 2.589  | ▼ −0.726                     |
| 66               | Канада                           | 2.518  | ▼ −0.084                     |
| 67               | Японія                           | 2.447  | ▲ 2.447                      |
| 68               | Фінляндія                        | 2.377  | ▲ 2.377                      |
| 69               | Італія                           | 2.363  | ▼ −0.205                     |
| 70               | Косово                           | 2.205  | ▼ −0.357                     |
| 71               | Чехія                            | 2.179  | ▲ 0.25                       |
| 72               | Кот-д'Івуар                      | 2.177  | ▼ −0.752                     |
| 73               | Данія                            | 2.152  | ▲ 2.061                      |
| 74               | Нікарагуа                        | 2.093  | ▼ −0.656                     |
| 75               | Норвегія                         | 2.077  | ▼ −0.656                     |
| 76               | Кіпр                             | 2.04   | ▼ −0.301                     |
| 77               | Венесуела                        | 1.998  | ▲ 0.357                      |
| 78               | Північна Македонія               | 1.86   | ▲ 0.02                       |
| 79               | Джибуті                          | 1.78   | ▼ −0.691                     |
| 80               | Бразилія                         | 1.74   | ▼ −0.306                     |
| 81               | Мадагаскар                       | 1.671  | ▼ −0.67                      |
| 82               | Болгарія                         | 1.631  | ▼ −0.38                      |
| 83               | Домініканська Республіка         | 1.562  | ▼ −0.649                     |
| 84               | Киргизстан                       | 1.445  | ▲ 0.134                      |
| 85               | Гвінея                           | 1.403  | ▲ 0.942                      |
| 86               | Білорусь                         | 1.357  | ▼ −0.698                     |
| 87               | Грузія                           | 1.257  | ▼ −0.677                     |
| 88               | Бельгія                          | 1.245  | ▼ −0.684                     |
| 89               | Іспанія                          | 1.203  | ▼ −0.701                     |
| 90               | Гондурас                         | 1.144  | ▼ −0.666                     |
| 90               | Гватемала                        | 1.144  | ▼ −0.666                     |
| 92               | Албанія                          | 1.103  | ▼ −0.498                     |
| 92               | Естонія                          | 1.103  | ▲ 1.026                      |
| 94               | Казахстан                        | 0.934  | ▼ −0.658                     |
| 95               | Марокко                          | 0.892  | ▼ −0.445                     |
| 95               | Лесото                           | 0.892  | ▲ 0.892                      |
| 97               | Нідерланди                       | 0.864  | ▲ 0.586                      |
| 98               | Еквадор                          | 0.793  | ▲ 0.313                      |
| 99               | Лаос                             | 0.695  | ▲ 0.657                      |
| 100              | Еритрея                          | 0.534  | ▼ −1.082                     |
| 101              | Аргентина                        | 0.499  | ▼ −0.491                     |
| 101              | Тринідад і Тобаго                | 0.499  | ▼ −0.28                      |
| 103              | ОАЕ                              | 0.422  | ▼ −0.635                     |
| 104              | Зімбабве                         | 0.413  | ▼ −0.61                      |
| 105              | Республіка Конго                 | 0.365  | ▼ −0.47                      |
| 106              | Азербайджан                      | 0.346  | ▼ −0.433                     |
| 106              | Гана                             | 0.346  | ▼ −0.433                     |
| 108              | Швейцарія                        | 0.288  | ▼ −0.323                     |
| 108              | Вірменія                         | 0.288  | ▲ 0.173                      |
| 110              | Ісландія                         | 0.25   | ▼ −0.249                     |
| 110              | Ліберія                          | 0.25   | ▼ −0.249                     |
| 112              | Угорщина                         | 0.23   | ▼ −0.231                     |
| 112              | Нова Зеландія                    | 0.23   | ▼ −0.231                     |
| 112              | Південна Корея                   | 0.23   | ▲ 0.23                       |
| 112              | Катар                            | 0.23   | ▲ 0.23                       |
| 116              | Австрія                          | 0.182  | ▼ −0.183                     |
| 117              | Чорногорія                       | 0.154  | ▼ −0.153                     |
| 117              | Узбекистан                       | 0.154  | ▲ 0.154                      |
| 119              | Бутан                            | 0.115  | ▼ −0.115                     |
| 119              | Ямайка                           | 0.115  | ▼ −0.115                     |
| 121              | Сербія                           | 0.086  | ▼ −0.135                     |
| 122              | Гвінея-Бісау                     | 0.077  | ▼ −0.077                     |
| 122              | Камбоджа                         | 0.077  | ▼ −0.077                     |
| 122              | Тайвань                          | 0.077  | ▼ −0.077                     |
| 125              | Мавританія                       | 0.067  | ▼ −0.125                     |
| 126              | Португалія                       | 0.058  | ▼ −0.057                     |
| 126              | Хорватія                         | 0.058  | ▼ −0.057                     |
| 128              | Болівія                          | 0.038  | ▼ −0.039                     |
| 129              | Молдова                          | 0.019  | ▼ −0.019                     |
| 130              | Ангола                           | 0      | ▼ −0.168                     |
| 130              | Бенін                            | 0      | ▬ 0                          |
| 130              | Ботсвана                         | 0      | ▬ 0                          |
| 130              | Коста-Рика                       | 0      | ▬ 0                          |
| 130              | Куба                             | 0      | ▬ 0                          |
| 130              | Габон                            | 0      | ▬ 0                          |
| 130              | Гамбія                           | 0      | ▬ 0                          |
| 130              | Екваторіальна Гвінея             | 0      | ▬ 0                          |
| 130              | Гаяна                            | 0      | ▬ 0                          |
| 130              | Гаїті                            | 0      | ▬ 0                          |
| 130              | Литва                            | 0      | ▬ 0                          |
| 130              | Латвія                           | 0      | ▬ 0                          |
| 130              | Маврикій                         | 0      | ▬ 0                          |
| 130              | Малаві                           | 0      | ▬ 0                          |
| 130              | Монголія                         | 0      | ▬ 0                          |
| 130              | Намібія                          | 0      | ▬ 0                          |
| 130              | Північна Корея                   | 0      | ▬ 0                          |
| 130              | Оман                             | 0      | ▬ 0                          |
| 130              | Панама                           | 0      | ▬ 0                          |
| 130              | Папуа Нова Гвінея                | 0      | ▬ 0                          |
| 130              | Польща                           | 0      | ▬ 0                          |
| 130              | Румунія                          | 0      | ▬ 0                          |
| 130              | Сьєрра-Леоне                     | 0      | ▬ 0                          |
| 130              | Сінгапур                         | 0      | ▬ 0                          |
| 130              | Сальвадор                        | 0      | ▬ 0                          |
| 130              | Словаччина                       | 0      | ▬ 0                          |
| 130              | Словенія                         | 0      | ▬ 0                          |
| 130              | Есватіні                         | 0      | ▬ 0                          |
| 130              | Того                             | 0      | ▬ 0                          |
| 130              | Туркменістан                     | 0      | ▬ 0                          |
| 130              | Східний Тимор                    | 0      | ▬ 0                          |
| 130              | Уругвай                          | 0      | ▬ 0                          |
| 130              | В'єтнам                          | 0      | ▬ 0                          |
| 130              | Замбія                           | 0      | ▬ 0                          |